# За нас с вами
«За нас с вами» — российский фильм режиссёра Андрея Смирнова, историческая драма, главные роли в которой исполнили Юлия Снигирь, Андрей Смоляков, Дмитрий Куличков и Ирина Розанова.

## Сюжет
Действие фильма происходит в Москве в конце 1952 — начале 1953 годов. Главные герои — члены интеллигентной семьи Петкевичей, живущие в коммунальной квартире и сталкивающиеся с проявлениями антисемитизма и сталинского террора, но сохраняющие, несмотря на это, веру в человеческую порядочность.
Исполнительница одной из главных ролей Юлия Снигирь рассказала в интервью: «Не стоит готовиться к мрачной и жесткой истории. На самом деле это фильм про любовь, про то, что любовь — главное в жизни, и она позволяет справиться со всем».

## В ролях
- Юлия Снигирь — Дина (Ариадна)[3]
- Андрей Смоляков — Пётр Казимирович Петкевич, профессор философии, отец Дины
- Ирина Розанова — Ангелина Фёдоровна, жена Петра Казимировича, мать Дины
- Александр Устюгов — Борис, муж Дины
- Александр Кузнецов — Иван, капитан госбезопасности, возлюбленный Дины
- Ксения Раппопорт — Зина Лурье, коллега и подруга Дины
- Леонид Ярмольник — Дорфман, сосед Петкевичей
- Иван Добронравов — Олег Рутковский, аспирант
- Нина Амелина — Раиса
- Дмитрий Куличков — Василий, муж Раисы
- Галина Тюнина — Эстер Давыдовна, жена Дорфмана
- Марина Клещёва — Клава, соседка Петкевичей
- Евдокия Германова — Евстолья Дмитриевна, мать Василия
- Владимир Канухин — комсомолец

## Производство
Режиссёром и сценаристом фильма стал Андрей Смирнов.
Главные роли получили Юлия Снигирь, Андрей Смоляков, Дмитрий Куличков, Ирина Розанова; известно, что сценарий писался специально под Снигирь.
Съёмки проходили с февраля по май 2022 года в Москве и Торжке. Производством занималась компания «Мармот-фильм».

## Отзывы и оценки
Фильм попал в список самых ожидаемых фильмов года по версии сайта ПрофиСинема .
В прессе фильм получил почти исключительно положительные оценки. О нём писали: «Режиссер в очередной раз попал в болевую точку нашего времени» (Елена Стишова, «Искусство кино»). «Фильм завершается как история нахлынувшей любви, способной, несмотря ни на что, дать героям надежду» (Валерий Кичин, «Российская газета»), «идеальная метафора и русской души, и национального быта» (Михаил Щукин, «Сеанс»). Нейтральный, не положительный обзор опубликовала только «Литературная газета», автор которой Александр Кондрашов заявил: «Всё здесь придумано для того, чтобы мы согласились с мыслью автора: у нас – жуткая страна».